# Адамс, Шерман
Ллевилин Шерман Адамс (англ. Llewelyn Sherman Adams; 8 января 1899, Ист-Довер, штат Вермонт, США — 27 октября 1986, Хановер, Нью-Гэмпшир, США) — американский государственный деятель, глава аппарата Белого дома (1953—1958).

## Биография
В 1920 году окончил Дартмутский колледж, после чего начал карьеру в лесном бизнесе, сначала в Хедвилле, штат Вермонт, затем — в концерне по обработке древесины и производству бумаги в Линкольне. Однако вскоре он переключился на банковскую деятельность.
- 1941—1945 гг. — член Палаты представителей штат Нью-Гэмпшир, в 1943—1945 гг. избирался её спикером;
- 1945—1947 гг. — член Палаты представителей Конгресса США, в 1946 г. пытался выдвинуть свою кандидатуру на пост губернатора Вермонта, но от партии был выдвинут другой кандидат;
- 1949—1953 гг. — губернатор Вермонта. С учётом большой доли проживающих в штате пожилых людей предложил ряд мер, направленных на повышение уровня жизни этой категории граждан. Также создал «Комитет по реорганизации», который должен был стимулировать реформы в административном аппарате и сформулировать чёткие требования к работе законодательной власти.

Его прагматичная политика, а также рациональные и эффективные принципы формирования бюджета штата вскоре сделали его знаковой фигурой среди представителей группы сторонников сбалансированного бюджета в Республиканской партии. В 1951—1952 гг. он являлся председателем Национальной ассоциации губернаторов.
В 1953—1958 гг. — глава администрации президента Дуайта Эйзенхауэра. На этом посту он жёстко контролировал контакты с главой государства, что вызвало недовольство лоббистов-республиканцев. Его влияние было настолько велико, что в середине 1950-х гг. в Вашингтоне популярность приобрел анекдот. Беседуют два политика-демократа: «Думаете было бы ужасно, если бы Эйзенхауэр умер и Никсон стал президентом?» Другой ему отвечает: «Не вижу ничего страшного, если Шерман Адамс умер и Эйзенхауэр стал президентом!» В 1958 г. его аппаратные противники воспользовались случаем, когда политик получил в подарок пальто и ковёр от одного из бостонских текстильных магнатов и вынудили его подать в отставку.
Он вернулся в Линкольн в Нью-Гэмпшире, где основал горнолыжный центр «Loon Mountain Corporation».
Он умер в 1986 году и был похоронен на кладбище Риверсайд в Линкольне.

## Личная жизнь
Адамс женился на Рэйчел Леоне Уайт в 1923 году. У пары родился сын Сэмюэль и три дочери — Джин, Сара и Марион.